# 立石里站 (黄海北道)
立石里站（韓語：립석리역）是朝鮮民主主義人民共和國黄海北道胜湖区域立石洞的一個鐵路車站，属于平德线。

## 邻近车站
平德线
青龙站 - 立石里站 - 胜湖里站